# سگا ساترن
سگا سترن (به انگلیسی: Sega Saturn) (به ژاپنی: セガサターン Sega Satān)، یک کنسول بازی ویدئویی ۳۲-بیتی است که برای نخستین بار در ۲۲ نوامبر ۱۹۹۴ در ژاپن وارد بازار شد. این کنسول بازی نسل پنجمی در ۱۱ می ۱۹۹۵ در آمریکای شمالی و ۸ ژوئیه همان سال در اروپا و مناطق استرالزی عرضه شد.

زمانی‌که این کنسول در ژاپن دارای محبوبیت و فروشی قابل توجه بود، اما در رقابت با دو کنسول رقیب خود، یعنی پلی‌استیشن و نینتندو ۶۴ در بازارهای آمریکای شمالی و اروپا شکست خورد.

براساس مقاله منتشر شده گیم‌پرو در ژوئیه ۲۰۰۷، آمار فروش این کنسول، از فروش ۹٫۵ میلیون نسخه‌ای در سطح جهانی حکایت دارد.
در سال ۲۰۰۹، وبگاه تخصصی آی‌جی‌ان، سگا سترن را در رده ۱۸ بهترین کنسول‌های بازی‌های رایانه‌ای در همه دوران‌ها از ۲۵ کنسول مورد اشاره خود قرار داد.

## مشخصات فنی
- پردازشگر: ۲ × Hitachi SH-۲ ۳۲-بیت (۲۸٫۶ مگاهرتز)
- مدیا: لوح فشرده
- کنترلر: دو ورودی کنترلر اختصاصی
- گرافیک: VDP۱ و VDP۲
- خدمات برخط: سگانت

## بازی‌ها
- Die Hard Arcade
- Die Hard Trilogy
- Digimon BOX Light & Dark
- رستاخیز
- رزیدنت ایول
- SimCity ۲۰۰۰
- Virtua Fighter
- Virtua Fighter 2
- Virtua Fighter Kids
- Sonic Jam
- Sonic R
- Sonic 3D Blast
- مبارزان خیابانی آلفا
- مبارزان خیابانی آلفا ۲
- مبارزان خیابانی آلفا ۳
- توم ریدر
- مورتال کامبت ۲

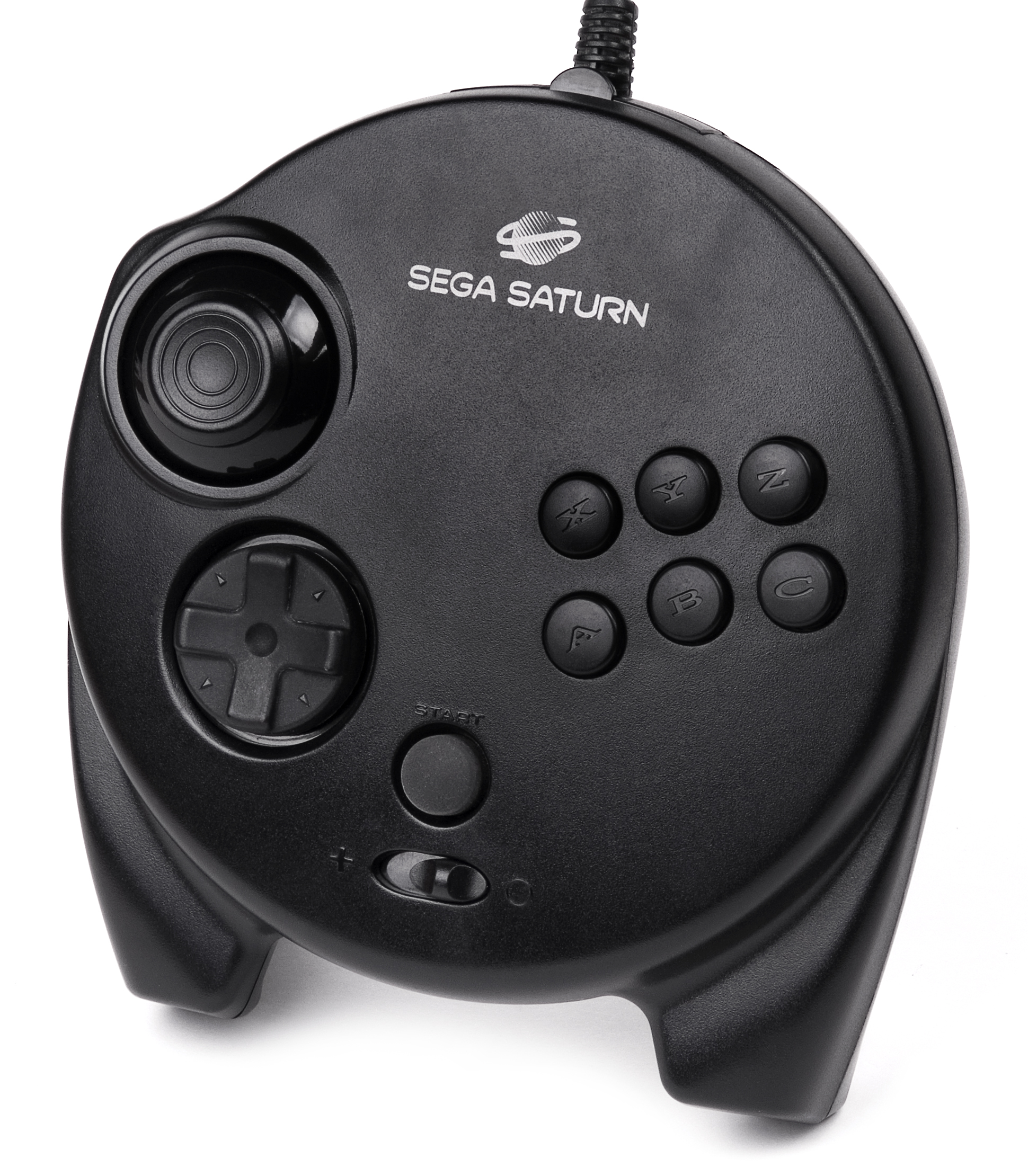
کنترلر کنسول سگا سترن نسخه آنالوگ‌دار
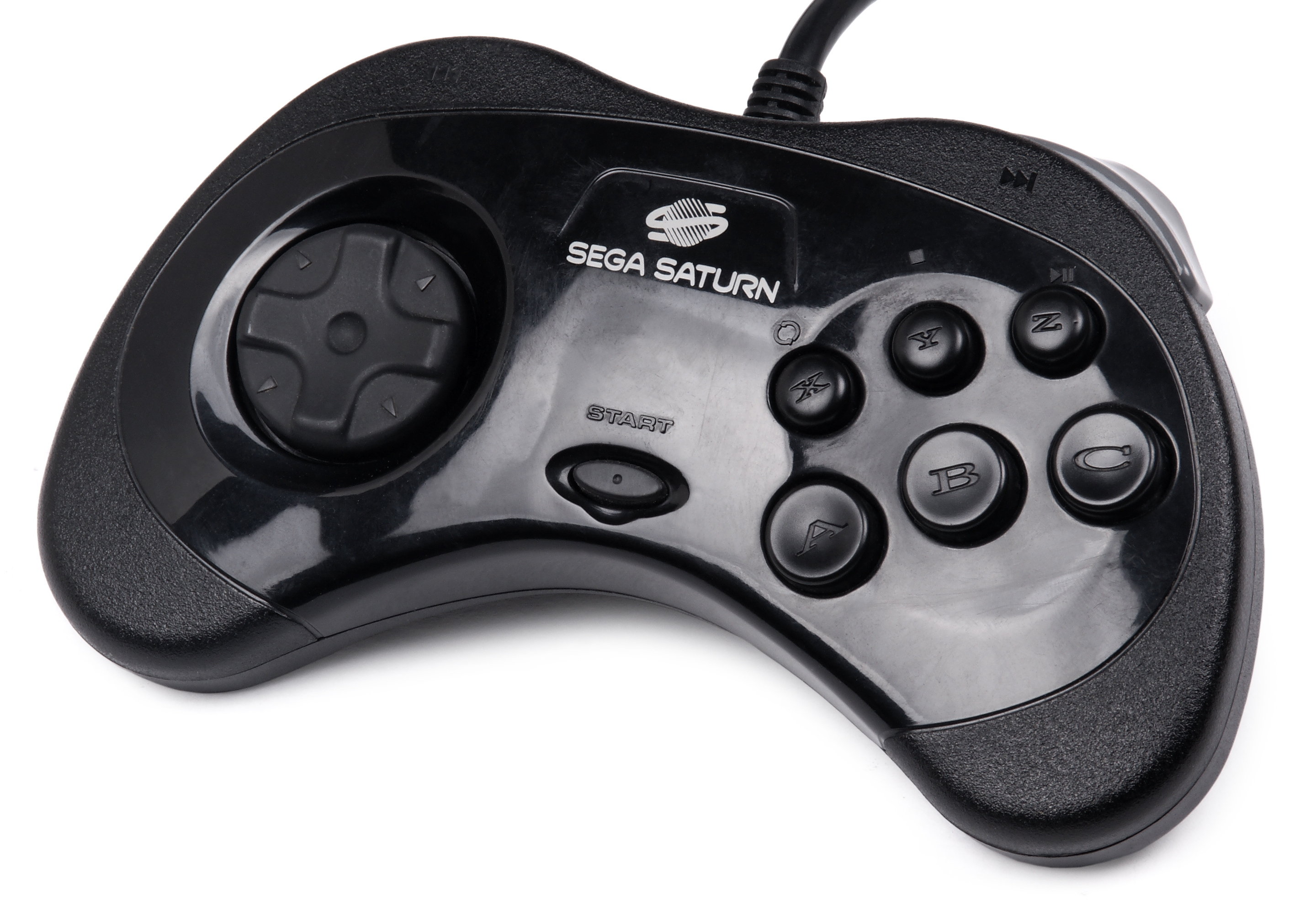
کنترلر کنسول سگا سترن نسخه بدون انالوگ
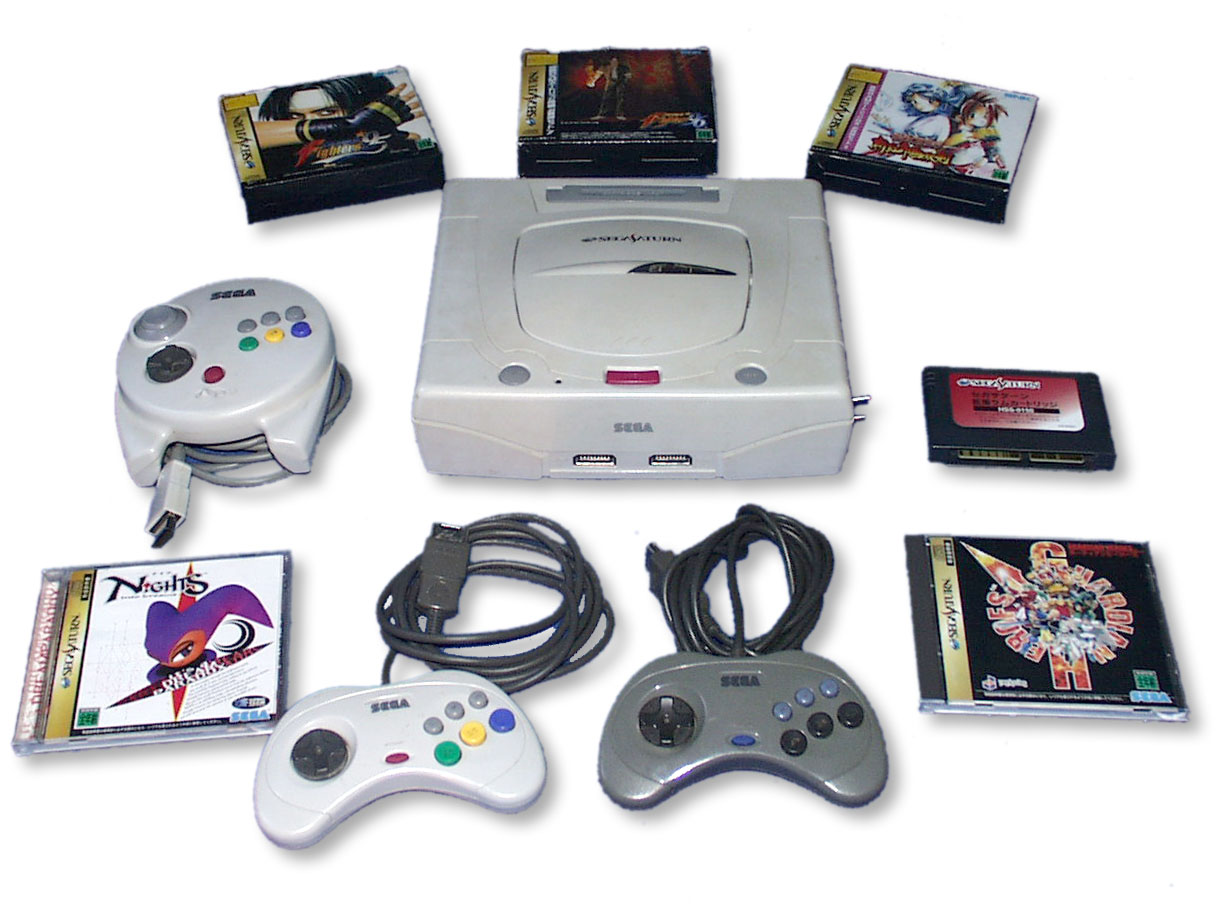
یک مجموعه از کنسول سگا سترن (نسخه ژاپنی) به همراه کنترلر و بازی‌ها